# Neópolis (kommun)
Neópolis är en kommun i Brasilien.   Den ligger i delstaten Sergipe, i den östra delen av landet, 1 400 km nordost om huvudstaden Brasília. Antalet invånare är 18 511.
Följande samhällen finns i Neópolis:
- Neópolis

Omgivningarna runt Neópolis är en mosaik av jordbruksmark och naturlig växtlighet. Runt Neópolis är det ganska glesbefolkat, med 30 invånare per kvadratkilometer.